# Вулканична зима
Вулканичката зима е природно явление предизвикано от вулкани покрили земята с вулканична пепел.
Природното бедствие е довело до вулканична зима, в резултат на която глобалните температури са се понижили средно с 10 градуса по Целзий в продължение на няколко години.
Вулканът изхвърля толкова огромна маса пепел и газове, че образувалите се облаци предпазват пречат на слънчевата светлина да проникне над по-голямата част от Азия, което води до падане на дълга „вулканична нощ” в тази част на света.
Експерименти и числени симулации показват, че изригванията на супервулкани се случват, защото течната магма се издига през земната кора и рязко се разширява, което води до експлозия и катастрофално изригване.